# 고창 선운사 사적기
고창 선운사 사적기(高敞 禪雲寺 事蹟記)은 전북특별자치도 고창군 선운사에 있는 3권 책이다. 1997년 7월 18일 전라북도의 유형문화재 제155호로 지정되었다.

## 개요
선운사 사적기는 3책으로 되어있는데, 그 1책은 懺堂寺 寺蹟記, 兜率山 古蹟記의 두줄로 表題가 되고 그 옆에 唐太宗 貞觀元年 始蹟이라고 적혀있다. 이책의 첫장은 兜率山 大懺寺 故事로 시작되어 다음의 대참사 법당기까지 15면에 달하는 기사를 崇禎紀元後3甲寅冬 林雨相이 기술했다.

## 참고 자료
- 선운사사적기 - 국가유산청 국가유산포털